# Säbrå kyrka
Säbrå kyrka är en kyrkobyggnad i Säbrå. Den är församlingskyrka i Säbrå församling i Härnösands stift. I närheten finns en biskopsgård som byggdes 1814 och som nyrenoverades 2003. Gården inrymmer pastorsexpeditionen och är huvudtjänsteställe för de anställda i Säbrå, Häggdånger och Hemsö församlingar. På gården bodde biskoparna från Petrus Erici Steuchius till Frans Michael Franzén som avled här år 1847. Biskoparna var även församlingens kyrkoherdar under 241 år. Fem av biskoparna är begravda i kyrkan eller på kyrkogården.
Den Härnösandsfödda författaren Alfhild Agrell ligger begravd på Säbrå kyrkogård.

## Kyrkobyggnaden
Nuvarande kyrkobyggnad föregicks av en medeltida stenkyrka om vilken endast litet är känt. Kyrkan brändes under ryssarnas härjningar i maj 1721 och alla dess inventarier gick förlorade. 1723 hade man tagit ner valven och provisoriskt byggt upp kyrkan. Ett nybyggnadsarbete genomfördes 1858 - 1859 då gamla kyrkans murar till viss del revs ned och en ny och större kyrka byggdes upp. Arbetet leddes av Dan Hagman. År 1860 tillkom ett kyrktorn som ersatte en tidigare klockstapel. Vid en restaurering år 1898 byggde man till ett femsidigt kor. Samtidigt byttes en stor del av inredningen ut. Koret försågs då också med glasmålningar. Senare på 1950-talet återplacerades en hel del av den gamla inredningen.

## Inventarier
- Predikstolen är av trä och förgylld med guld och tillverkades 1785 av Johan Edler d.ä.
- Dopfunten är från 1899 och tillverkad av porfyr.
- Kyrkans äldsta mässhakar är från 1700-talet.

## Orgel
- 1845 byggdes en orgel av Johan Gustaf Ek, Torpshammar. Orgeln hade 17 stämmor, en manual och självständig pedal.
- 1920 byggdes en ny orgel av E A Setterquist & Son, Örebro. Orgeln hade 25 stämmor, två manualer och självständig pedal. 1951-1952 byggdes orgeln ut av Oskar Sundström Uppsala till 34 stämmor. 1954 omdisponerades orgeln på tre manualer, och självständig pedal. Den fick då 33 stämmor, elektrisk traktur och registratur. Arbetet utfördes av Gustaf Hagström Orgelverkstad, Härnösand.[1]
- Den nuvarande orgeln byggdes 1990 av Johannes Menzel Orgelbyggeri AB, Härnösand och är en mekanisk orgel med slejflådor. Orgeln har ett tonomfång på 56/30. Orgelfasaden är från 1845 års orgel. Huvudverket är ungefär utformat som 1845 års manualverk.

| Huvudverk I  | Svällverk II      | Pedal      | Koppel |
| Borduna 16´  | Vox candida 8´    | Subbas 16´ | I/P    |
| Principal 8´ | Fugara 8´         | Violon 8´  | II/P   |
| Gamba 8'     | Unda maris 8'     | Borduna 8' | II/I   |
| Gedackt 8'   | Rörflöjt 8'       | Oktava 4'  |        |
| Oktava 4'    | Principal 4'      | Basun 16'  |        |
| Rörflöjt 4'  | Traversflöjt 4'   |            |        |
| Quinta 3'    | Flöjt 2'          |            |        |
| Oktava 2'    | Quinta 1 1/3'     |            |        |
| Scharf III   | Vox virginia 8'   |            |        |
| Trumpet 8'   | Tremulant         |            |        |
|              | Crescendosvällare |            |        |

### Kororgel
Den nuvarande kororgeln byggdes 1988 av Robert Gustavsson Orgelbyggeri AB, Härnösand och är en mekanisk orgel med slejflådor.
| Manual                                                   | Pedal         | Koppel  |
| Principal 8' B/D (C-F# transmitterad från Trägedackt 8') | Subbas 16´    | Man/Ped |
| Trägedackt 8'                                            | Gedacktbas 8´ |         |
| Octava 4'                                                |               |         |
| Gedacktflöjt 4' B/D                                      |               |         |
| Tvärflöjt 2' B/D                                         |               |         |
| Quinta 1 1/3'                                            |               |         |
| Mixtur III                                               |               |         |
| Crescendosvällare                                        |               |         |

### Diskografi
Inspelningar av musik framförd på kyrkans orglar.
- The complete solo organ music / Gade, Niels W, kompositör ; Gustafsson, Ralph, orgel. CD. Bis CD-496. 1991.